# 中谷諒平
中谷 諒平（なかたに りょうへい、1991年4月10日 - ）は、日本のプロレスのレフェリー。
大日本プロレス所属。

## 経歴
2016年、大日本プロレスに営業職として入社。
2017年5月1日、横浜にぎわい座大会でのアブドーラ小林 vs 青木優也戦でレフェリーデビュー。